# Henckelia dimidiata
Henckelia dimidiata là một loài thực vật có hoa trong họ Tai voi (Gesneriaceae). Loài này sinh sống ở vùng núi có cao độ 500-1.500 m trong khu vực Sikkim, Assam, Bhutan và được Nathaniel Wallich liệt kê năm 1829 trong bản thảo chép tay của ông dưới danh pháp Calosacme dimidiata, nhưng chỉ như là một tên gọi trần trụi (nom. nud.). Năm 1883, Robert Brown xác nhận tính hợp lệ của danh pháp Chirita dimidiata trong Monogr. Phan. [A.DC. & C.DC.], vol. 5, tr. 115 với mô tả chi tiết. Năm 2011, D.J.Middleton & Mich.Möller chuyển nó sang chi Henckelia.